# Redemption (banda)
Redemption é uma banda de metal progressivo formada em Los Angeles, Califórnia, por membros formadores e atuais das bandas Fates Warning e Primary.

## História
No ano 2000 o guitarrista, tecladista e compositor Nick van Dick formou a banda Redemption em conjunto com Rick Mythiasin (vocais), Bernie Versailles (guitarra) e Jason Rullo (bateria). Michael Romeo fazia os arranjos sinfônicos. Em 2003, depois do lançamento do primeiro álbum chamado Redemption, Rick Mythiasin deixou a banda. Dois anos depois a banda lança o segundo trabalho, The Fullness of Time, já com o vocalista Ray Alder da banda Fates Warning.
Em 2007 é lançado o álbum The Origins of Ruin. No mesmo ano, eles acompanharam a banda Dream Theater na turnê "Systematic Chaos Tour". O quarto álbum da banda, Snowfall on Judgment Day, foi lançado no final de setembro de 2009 na Europa e em 6 de outubro na América do Norte. No fim de setembro de 2010, Nick van Dyck anunciou que os trabalhos para o quinto álbum havia começado. O álbum, chamado "This Mortal Coil", foi lançado em outubro de 2011.
Em 2016 lançaram o álbum The Art of Loss.

## Membros

### Atuais
- Nick van Dyk - guitarra, teclados
- Ray Alder - vocais
- Bernie Versailles - guitarra
- Sean Andrews – baixo
- Chris Quirarte - bateria
- Greg Hosharian - teclados durante a turnê com a banda Dream Theater em 2007

### Fundadores
- Rick Mythiasin - vocais
- Corey Brown - vocais (só em concertos)
- Jason Rullo - bateria
- Mark Zonder - bateria (em uma faixa do álbum "Redemption")
- James Sherwood - baixo (no álbum "The Fullness of Time")

## Discografia
- Redemption (2003, Sensory Records)
- The Fullness of Time (2005, Sensory Records)
- The Origins of Ruin (2007, Inside Out Music)
- Snowfall on Judgment Day (2009, Inside Out Music)
- This Mortal Coil (2011, Inside Out Music)
- Live form the Pit (2014, Sensory)
- The Art of Loss (2016, Metal Blade Records)
- Long Night's Journey into Day (2018, Metal Blade Records)